# 時津町立鳴北中学校
時津町立鳴北中学校（とぎつちょうりつ めいほくちゅうがっこう, Togitsu Town Meihoku Junior High School）は長崎県西彼杵郡時津町久留里（くるり）郷にある公立中学校。

## 概要
歴史
時津町の生徒数増加により、1991年（平成3年）に時津町立時津中学校から分離する形で新設された。2011年（平成23年）に創立20周年を迎えた。
校訓
「研学・協和・健康」
校章
時津町の町章（平仮名の「と」（とぎつの頭文字）を図案化したもの）を背景にして、中央に校名の「鳴北」の文字（縦書き）を置いている。
校区
住所表記で時津町の後に子々川郷、日並郷、久留里郷、左底郷が続く地域。小学校区は時津町立時津北小学校、時津町立鳴鼓小学校。

## 沿革
- 1991年（平成3年）4月1日 - 時津町内の生徒数増加により、時津中学校から分離の上、「時津町立鳴北中学校」（現校名）が開校。
  - 子々川郷、日並郷、久留里郷、左底郷の生徒を移す。

## アクセス
最寄りのバス停
- 長崎バス 「先久留里」バス停

最寄りの国道・県道
- 国道206号

## 周辺
- 長崎県警察 時津警察署 久留里交番
- 時津中央保育園
- 時津新開郵便局